# Думнагуал ап Эугейн
Думнагуал ап Эугейн (др.-валл. Dumnagual, валл. Dyfnwal ab Owain; умер в 694 году) — король Альт Клуита (693—694); сын Эугейна ап Бели. Наследовал своему брату Эльфвину ап Эугейну. После его смерти королём Альт Клуита стал его племянник Бели ап Эльфвин.